# Gran Premi François-Faber
El Gran Premi François Faber, originalment i en francès Grand Prix François-Faber és una cursa ciclista que té lloc a Luxemburg. Va ser creada en honor del ciclista luxemburguès François Faber, assassinat durant la Primera Guerra Mundial. Inicialment era una cursa per etapes i durava diversos dies, però actualment és una cursa d'un sol dia i està reservada a ciclistes de categoria júnior.
El 2015 es va celebrar la 92a edició de la prova.

## Palmarès
| Any       | Guanyadors            | Segon                  | Tercer                |
| --------- | --------------------- | ---------------------- | --------------------- |
| 1918      | Jos Rasqui            | Mathias Thill          | Felix Melchior        |
| 1919      | Noël Hubert           | René Vermandel         | Charles Rosssart      |
| 1920      | Benoit Adelin         | Guillaume Nyssen       | Pierre Castermans     |
| 1921      | Maurice Depauw        | Pierre Corini          | Gaston Carels         |
| 1922      | Nicolas Frantz        | Alfred Mottard         | Maurice De Waele      |
| 1923      | Nicolas Frantz        | Marcel Clausse         | Alfred Mottard        |
| 1924      | Léon Briscot          | Robert Doyen           | Jempy Engel           |
| 1925      | Charles Mondelaers    | Hans Kaspar            | Louis Krauss          |
| 1926      | Léon Briscot          | Jempy Engel            | Auguste Schleck       |
| 1927      | Constant Dyzers       | Norbert Collin         | Auguste Schleck       |
| 1928      | Émile Joly            | Georges Lemaire        | Jean Hans             |
| 1929      | Marcel Pesch          | Gianni Graglia         | Jean-Pierre Muller    |
| 1930      | Nicolas Frantz        | Gaston Rebry           | Romain Gijssels       |
| 1931      | Carlo Zandona         | Arnold Schaack         | Marcel Schneider      |
| 1932      | Ferd Hein             | Laurent Graglia        | Josy Mersch           |
| 1933      | Jean Majerus          | Laurent Graglia        | Josy Mersch           |
| 1934      | Arsène Mersch         | Arnold Schaack         | Jean Ferrari          |
| 1935      | Paul Frantz           | Auguste Moneta         | Jean-Paul Thilges     |
| 1936      | No disputat           |                        |                       |
| 1937      | Aloyse Klensch        | Christophe Didier      | Léon Drossart         |
| 1938-1944 | No disputat           |                        |                       |
| 1945      | Louis Thiétard        | Jeng Kirchen           | Joseph Somers         |
| 1946      | Jos Bintener          | Mathias Clemens        | Henri Kass            |
| 1947      | Willy Kemp            | Lull Gillen            | -                     |
| 1948      | Henri Kellen          | Robert Bintz           | -                     |
| 1949      | Robert Bintz          | -                      | -                     |
| 1950      | Robert Bintz          | Johny Goedert          | -                     |
| 1951      | Edy Hein              | -                      | -                     |
| 1952      | Richard Van Genechten | -                      | -                     |
| 1953      | René Van Meenen       | -                      | François Gelhausen    |
| 1954      | Flor Van de Weijden   | -                      | -                     |
| 1955      | Riezzeri Jonjic       | -                      | -                     |
| 1956      | Gaston Dumont         | -                      | -                     |
| 1957      | Robert Seneca         | -                      | -                     |
| 1958      | Roland Jubé           | Émile Daems            | -                     |
| 1959      | Jan Hugens            | -                      | -                     |
| 1960      | Achiel Van de Weyer   | Dieter Puschel         | Jan Hugens            |
| 1961      | Kees De Jongh         | Raymond Jacobs         | -                     |
| 1962      | Joseph Mathy          |                        | Cor Schuuring         |
| 1963      | Gerrit De Wit         | Jan Pieterse           | Arie den Hartog       |
| 1964      | Benoît Van Roy        | Paul Somers            | -                     |
| 1965      | Gerard Vianen         | Edy Schütz             | -                     |
| 1966      | Willy Geraeds         | -                      | -                     |
| 1967      | Jean-Pierre Meyhi     | Roger Gilson           | Jan Spetgens          |
| 1968      | Théo Van der Leeuw    | Marc Sohet             | Herman Vrijders       |
| 1969      | Marc Sohet            | Chris Popels           | Théo van der Leeuw    |
| 1970      | Valeri Iardy          | Anatoli Starkov        | Vladimir Sokolov      |
| 1971      | Nikolai Dmitruk       | Alexandre Gussiatnikov | Valeri Likatchev      |
| 1972      | Willie Wilms          | J. Clavatone           | Ben Koken             |
| 1973      | Lucien Didier         | Erny Kirchen           | -                     |
| 1974      | Lucien Didier         | -                      | -                     |
| 1975      | Lucien Didier         | Marcel Thull           | -                     |
| 1976      | Huub Neven            | -                      | -                     |
| 1977      | Dirk Heirweg          | René Martens           | Daniel Willems        |
| 1978      | Etienne De Wilde      | Claude Criquielion     | Alfons De Wolf        |
| 1979      | Eugène Urbany         | -                      | -                     |
| 1980      | Francis Da Silva      | Patrick Hermans        | -                     |
| 1981      | Nico Ney              | -                      | -                     |
| 1982      | Leo Nevels            | Nico Verhoeven         | Jean-Paul van Poppel  |
| 1983      | Joey McLoughlin       | -                      | -                     |
| 1984      | Jack Olsen            | Brian Holm             | Jørgen Vagn Pedersen  |
| 1985      | Roul Fahlin           |                        | Roman Kreuziger       |
| 1986      | Lars Wahlqvist        | Hartmut Bölts          | Eddy Schurer          |
| 1987      | Gerrit de Vries       | Josef Regec            | Arjan Jagt            |
| 1988      | Tom Cordes            | Arjan Jagt             | Raimund Lehnert       |
| 1989      | Mark Gornall          | Gerard Kramer          | -                     |
| 1990      | Kai Hundertmarck      | Vladimir Chevtchenko   | Bo Hamburger          |
| 1991      | Jörg Paffrath         | Jim Copeland           | Kai Hundertmarck      |
| 1992      | Vaclav Toman          | Josef Regec            | Olivier Vanconingsloo |
| 1993      | Alex Pedersen         | Casper vun der Meer    | -                     |
| 1994      | Arvis Piziks          | Michael Rosborg        | Danilo Klaar          |
| 1995      | Juris Silovs          | Pascal Triebel         | Raivis Belohvoščiks   |
| 1996      | Dariusz Baranowski    | Romāns Vainšteins      | Michael Rosborg       |
| 1997      | Erwin Vervecken       | Rudy Verdonck          | Jimmy Biesmeijer      |
| 1998      | Gilles Riffel         | -                      | -                     |
| 1999      | Kim Kirchen           | Nico Strynckx          | Danny Swinnen         |
| 2000      | Christian Theis       | -                      | -                     |
| 2001      | Jesper Agergaard      | Claude Degano          | -                     |
| 2002      | Vincenzo Centrone     | -                      | -                     |
| 2003      | Julien Goossens       | Marc Vanacker          | Philip Monsieur       |
| 2004      | William Grosdent      | -                      | -                     |
| 2005      | Pascal Triebel        | -                      | -                     |
| 2006      | Morten Knudsen        | Ben Gastauer           | Fredrik Johansson     |
| 2007      | Pascal Kess           | Oliver Wies            | Suzie Godart          |
| 2008      | Pit Schlechter        | -                      | -                     |
| 2009      | Christian Poos        | Vincenzo Centrone      | Tjarco Cuppens        |
| 2010      | Christian Poos        | Tjarco Cuppens         | Benjamin Höber        |
| 2011      | Bob Jungels           | Quentin Borcy          | Tom Kohn              |
| 2012      | No disputat           |                        |                       |
| 2013      | Massimo Morabito      | Glenn Waerzeggers      | Luc Turchi            |
| 2014      | Kevin Geniets         | Tom Wirtgen            | Maxime Weyrich        |
| 2015      | Kevin Geniets         | Michel Ries            | Dylan Guinet          |
| 2016      | Colin Heiderscheid    | Michel Ries            | Tristan Parrotta      |